# スヴェルケル1世 (スウェーデン王)
スヴェルケル老王（古スウェーデン語: Swærkir konongær gambli、生年未詳 - 1156年12月25日）もしくはスヴェルケル1世は、スウェーデン王（在位：1130年頃 - 1156年）。スヴェルケル家出身の最初のスウェーデン王である。

## 略歴
スヴェルケル家はエステルイェートランドの大貴族であった。スヴェルケルは1130年代の初めに王として認められ、エストリズセン家のマグヌス1世を倒しヴェステルイェートランドを征服した。 彼の治世は26年ほどとされているが、詳しいことは分かっていない。アルヴァストラ修道院やニダーラ修道院、ヴァーンヘム修道院はこの時代の創立となる。
ノヴゴロド第一年代記によれば、1142年にスウェーデン軍がノヴゴロド共和国を襲撃している。両国の間には両国の王家間の婚姻により長い間平和が保たれていたが、この衝突により3世紀にわたって続くスウェーデン・ノヴゴロド戦争が勃発することとなる。
1156年のクリスマスに、スヴェルケルはアルヴァストラ小修道院での祭祀に赴く途上のアレベーク橋で暗殺された。これは中世の習いとはいえ衝撃的な事件だった。犯人は王位僭称者マグヌス・ヘンリクソン（後のマグヌス2世）だったと考えられている。
『詩人一覧』には、スヴェルケルの2つのスカルド詩の名が記されている。

## 家族
最初の妻ウルフヒルド・ホーコンスドッタ（ホーコン・フィンソンの娘）はインゲ2世の未亡人で、再婚したデンマーク王ニルスの元から脱走してスヴェルケルに嫁いだ。2男2女をもうけた。
- ヨハン
- カール7世 - スウェーデン王（1161年 - 1167年）
- インゲヤード（1204年死去） - ヴレタ修道院院長
- ヘレナ - デンマーク王クヌーズ5世妃

第二の妻リクサ・ボレスワヴヴナ（リチェザ、ポーランド大公ボレスワフ3世の娘）は、以前にマグヌス1世やミンスク公ヴォロダリと結婚していた。1男をもうけた。
- ボレスワフ

さらに、母親が不明の息子が一人いる。
- スーネ・スィーキ